# Katoličke Čaire
Katoličke Čaire (1991-ig Kutinske Čaire) falu Horvátországban, Sziszek-Monoszló megyében. Közigazgatásilag Kutenyához tartozik.

## Fekvése
Sziszek városától légvonalban 33, közúton 38 km-re keletre, községközpontjától 8 km-re északra, a Monoszlói-hegység déli lejtőin, a Kutinica és a Čairica patakok összefolyásánál fekszik.

## Története
1773-ban az első katonai felmérés térképén „Dorf Chaire” néven szerepel. A településnek 1857-ben 150, 1910-ben 323 lakosa volt. Belovár-Kőrös vármegye Krizsi, majd Kutenyai járásához tartozott. 1918-ban az új szerb-horvát-szlovén állam, majd később Jugoszlávia része lett. A II. világháború idején a Független Horvát Állam része volt. A háború után a béke időszaka köszöntött a településre, enyhült a szegénység és sok ember talált munkát a közeli városokban. A délszláv háború előestéjén lakosságának 96%-a horvát nemzetiségű volt. 1991. június 25-én a független Horvátország része lett. A településnek 2011-ben 232 lakosa volt.

## Népesség
| Lakosság változása | Lakosság változása | Lakosság változása | Lakosság változása | Lakosság változása | Lakosság változása | Lakosság változása | Lakosság változása | Lakosság változása | Lakosság változása | Lakosság változása | Lakosság változása | Lakosság változása | Lakosság változása | Lakosság változása | Lakosság változása |
| ------------------ | ------------------ | ------------------ | ------------------ | ------------------ | ------------------ | ------------------ | ------------------ | ------------------ | ------------------ | ------------------ | ------------------ | ------------------ | ------------------ | ------------------ | ------------------ |
| 1857               | 1869               | 1880               | 1890               | 1900               | 1910               | 1921               | 1931               | 1948               | 1953               | 1961               | 1971               | 1981               | 1991               | 2001               | 2011               |
| 150                | 134                | 163                | 202                | 237                | 323                | 326                | 354                | 371                | 379                | 351                | 287                | 273                | 268                | 248                | 232                |

## Nevezetességei
Szent Anna tiszteletére szentelt kápolnáját már 1709-ben említik.